# Западная Двина (журнал)
 «Западная Двина»  — белорусский республиканский литературно-публицистический журнал, основанный в 2003 году. Выпускается Учреждением «Литературный свет».

## История
Журнал «Западная Двина» был учреждён решением Совета Белорусского литературного союза «Полоцкая ветвь», как литературно-публицистическое средство массовой информации для русскоязычных литераторов Беларуси и ближнего зарубежья. Первый номер журнала вышел 5 февраля 2004 года тиражом 500 экземпляров.
Журнал является печатным органом Беллитсоюза «Полоцкая ветвь» и ориентирован на публикацию современного литературного творчества, а также освещение литературного процесса в Республике Беларусь и ближнего зарубежья. В нём существуют постоянные тематические разделы «Поэзия», «Проза», «Литературоведение», а также периодические — «Драматургия», «Художественный перевод», «Публицистика», «И детям, и взрослым», «Мемуары», «Юмор и сатира», «Исследования» и др. К настоящему времени вышло 15 номеров издания.
Редакция журнала «Западная Двина» первый год располагалась в Полоцке, но уже в 2001 году переехала в Минск. Первые три номера вышли в формате 70х108/16. А затем журнал стал выходить в формате 70х100/16. Общее количество страниц с момента основания остаётся неизменным. Меняется периодичность выпуска: от поквартального (2004—2006) до полугодичного (2007—2010).
Весь 2004 год функции редакции выполняло Учреждение «Редакция газеты „Вестник культуры“, с 2005 по 2009 годы — Учреждение „Литература и рынок“, с 2010 года до н.в. — Культурно-просветительское учреждение „Литературный свет“.

## Поэзия, художественный перевод
За 7 лет выхода журнал „Западная Двина“ опубликовал на своих страницах поэтические произведения 89 авторов из Белоруссии, России, Украины. В их числе были представлены поэты как из столицы, так и из всех областных центров, а также городов Борисов, Мозырь, Полоцк, Бобруйск, Пинск, Молодечно, Новополоцк, Орша, Осиповичи, г.п. Новоельня, г.п. Наровля. Публиковались также поэты из Москвы, Екатеринбурга, Донецка.
Своё творчество на страницах журнала размещали такие известные в Беларуси русскоязычные поэты, как лауреат Международного литературного фестиваля „Славянские традиции-2010“, лауреат Международного литературного конкурса „Звезда полей-2010“ им. Н. Рубцова Александр Раткевич; Олег Бородач; номинант на премию Союзного государства Беларуси и России в области литературы и искусства 2004 года Евгений Матвеев; Олег Зайцев; Александр Морозов; Дмитрий Растаев; финалист Международного фестиваля русской поэзии и культуры „Пушкин в Британии“ Татьяна Дорошко; Виктория Соколовская; Наталья Приступа; Вадим Борисов; лауреат Международного конкурса Национальной Литературной Премии „Золотое перо Руси — 2007“ Марат Куприянов и др.
Журнал „Западная Двина“ также представлял свои страницы для членов Союза писателей России прозаика Альберта Оганяна; поэтессы Ирины Пановой; лауреата Всероссийских литературных премий им. Николая Рубцова, Николая Гумилёва, Александра Грибоедова, Международной литературной премии им. Дмитрия Кедрина, члена Петровской академии наук и искусств Максима Замшева; Андрея Галамаги; детского писателя и поэта Анны Нетунаевой; члена Украинского Межрегионального союза писателей  Ивана Волосюка; поэтессы, членов Союза писателей Москвы, Союза журналистов России Ольги Харламовой; Аллы Марченко.
Звучали художественные переводы с немецкого Эдуарда Мёрике, Детлева фон Лилиенкрона (в переводе к.ф.н. Татьяны Траханкиной), Мартина Опица, Готфрида Августа Бюргера, Людвига Уланда, Йозефа фон Эйхендорфа (в переводе д.ф.н., проф. Александра Гугнина), с итальянского Джузеппе Кордони (в переводе Ольги Равченко), Карло Бетокки, Габриэлла Сика, Альфонсо Гатто (в переводе Марии Носыревой), с английского сонеты Уильяма Шекспира (в переводе Радиона Александрова).

## Художественная проза, драматургия
За 7 лет выхода журнал „Западная Двина“ опубликовал на своих страницах романы Фёдора Конышева „Ход конём“, Виктора Рябинина „Бред сивой кобылы“, Леонида Волкова „Уходя, не прощаюсь…“, Светланы Гаспаревич „Безымянное озеро“, Игоря Томаша „Венера с косой“, Виктории Александровой „Стеклянные сны“, повести Анатолия Шевкуна „Волчьи ягоды“, Леонида Пулькина „Разведчик без миссии“, Генриетты Сергеенковой „Ведьма“, Игоря Куцевалова „Родина не умещается в шляпе“, Владислава Ковалёва „Найдик“, Игоря Тумаша „Любимый город может спать спокойно“, Валерия Туловского „Я тебя никому не отдам“, драматургию Нины Виленчик (пьеса „Хрустальный родник“), Андрея Курейчика (драмы „Хартия слепцов“, „Скорина“), Юрия Палевича (пьеса в стихах „Отелло и Дездемона“), Петра Семинского (фантастическая пьеса „Память Полесья или тайна падучей звезды“, Леонида Пулькина (пьеса „Микеланджело“), киносценарий Анны Авоты (Натальи Головой) „Адольф на седьмом небе“.

## Литературоведение и лит. критика
Журнал „Западная Двина“ регулярно помещает на своих страницах литературно-критические обзоры и литературоведческие статьи. Так в своё время в нём были опубликованы статьи-исторические экскурсы Олега Зайцева о литературном промоушне и профессиональном литературном образовании, сравнительный анализ творчества Роберта Фроста, Шеймуса Хини, Дерека Уолкотта и Иосифа Бродского, написанный к.ф.н. Александром Никифоровым, обзоры литературно-публицистического журнала „Нёман“ литературного критика Юрия Клеванца, исследования доктора филологических наук, профессора Евгения Зачевского о творчестве авторов Беллитсоюза „Полоцкая ветвь“ и австрийского поэта Эрнста Яндля, аналитический разбор Татьяны Мозговой романов „Платформа“ и „Элементарные частицы (роман)“ Мишеля Уэльбека, документальные новеллы Александра Раткевича о любимых женщинах Сергея Есенина: Анне Изрядновой, Айседоре Дункан, Галине Бениславской, Анне Сардановской, научно-краеведческие исследования Анатолия Трофимова о многовековых контактах предков великого русского поэта Александра Пушкина с полоцкими Рюриковичами, эмблематические комментарии к отдельным эпизодам биографии Франциска Скорины, манифест нового литературного направления „поэмувиз“, провозглашённого черногорскими литераторами в изложении Слободана Вукановича, о поэтике нового литературного направления „катарсизм“ в изложении Александра Раткевича, изыскания Александра Соловьёва о Иезуитском коллегиуме и Кадетском корпусе в Полоцке, литературные исследования к.ф.н., доктора исторических наук, академика РАЕН, секретаря Союза писателей Москвы Лолы Звонарёвой о Римме Козаковой, полоцких писателях, Симеоне Полоцком, к.ф.н. Алексея Слесарева о сновидениях в романе Фёдора Достоевского „Братья Карамазовы“.

## Главные редакторы „Западной Двины“
В течение семи лет, что издавался журнал „Западная Двина“ его главными редакторами были:

с 2004 г. по 2005 г., с 2010 г. по н.в. — поэт, прозаик, драматург, литературный критик, публицист, издатель Зайцев Олег Николаевич

с 2006 г. по 2009 г. — поэт, литературный критик Раткевич Александр Михайлович